# Vincenzo Franciosi
Vincenzo Franciosi (Lacedonia, 22 agosto 1925 – Napoli, 10 marzo 1989) è stato un ingegnere italiano.
È considerato uno dei più autorevoli studiosi di Scienza delle costruzioni del novecento.

## Biografia
Si laureò con 110/110 e lode, non ancora ventenne, in Ingegneria elettrotecnica all'Università di Napoli, allievo del prof. Adriano Galli. A ventisei anni conseguì la libera docenza in Scienza delle costruzioni e a ventinove fu docente ordinario della stessa materia all'Università di Napoli. Nel  1956,  a  seguito  della  morte di Adriano Galli, Franciosi prese il comando della Scuola napoletana  di  Scienza  delle  Costruzioni, assumendo  la  direzione  dell’omonimo  Istituto,  ad  appena  trentun anni. Suoi allievi furono di numerosi studiosi italiani della materia.
Fu autore di numerose pubblicazioni scientifiche di grande valore e di diversi trattati di Scienza delle costruzioni che hanno costituito, e lo sono tuttora, un punto di riferimento sicuro per diverse generazioni di ingegneri.

## Opere
- Scienza delle Costruzioni, Vol. I (Teoria dell'Elasticità), Napoli, Liguori editore, 1965.
- Scienza delle Costruzioni, Vol. II (Teoria della Trave), Napoli, Liguori editore, 1969.
- Scienza delle Costruzioni, Vol. III - Tomo 1 (Teoria delle Strutture), Napoli, Liguori editore, 1970.
- Scienza delle Costruzioni, Vol. III - Tomo 2 (Teoria delle Strutture), Napoli, Liguori editore, 1971.
- Scienza delle Costruzioni, Vol. IV (Calcolo a rottura), Napoli, Liguori editore, 1964.
- Scienza delle Costruzioni, Vol. V (Stabilità dell'equilibrio), Napoli, Liguori editore, 1967.
- Il calcolo automatico degli insiemi piani di travi, Napoli, Liguori editore, 1983.
- Le situazioni semilineari in scienza delle costruzioni, Napoli, Liguori editore, 1987.